# Бетоносмеситель

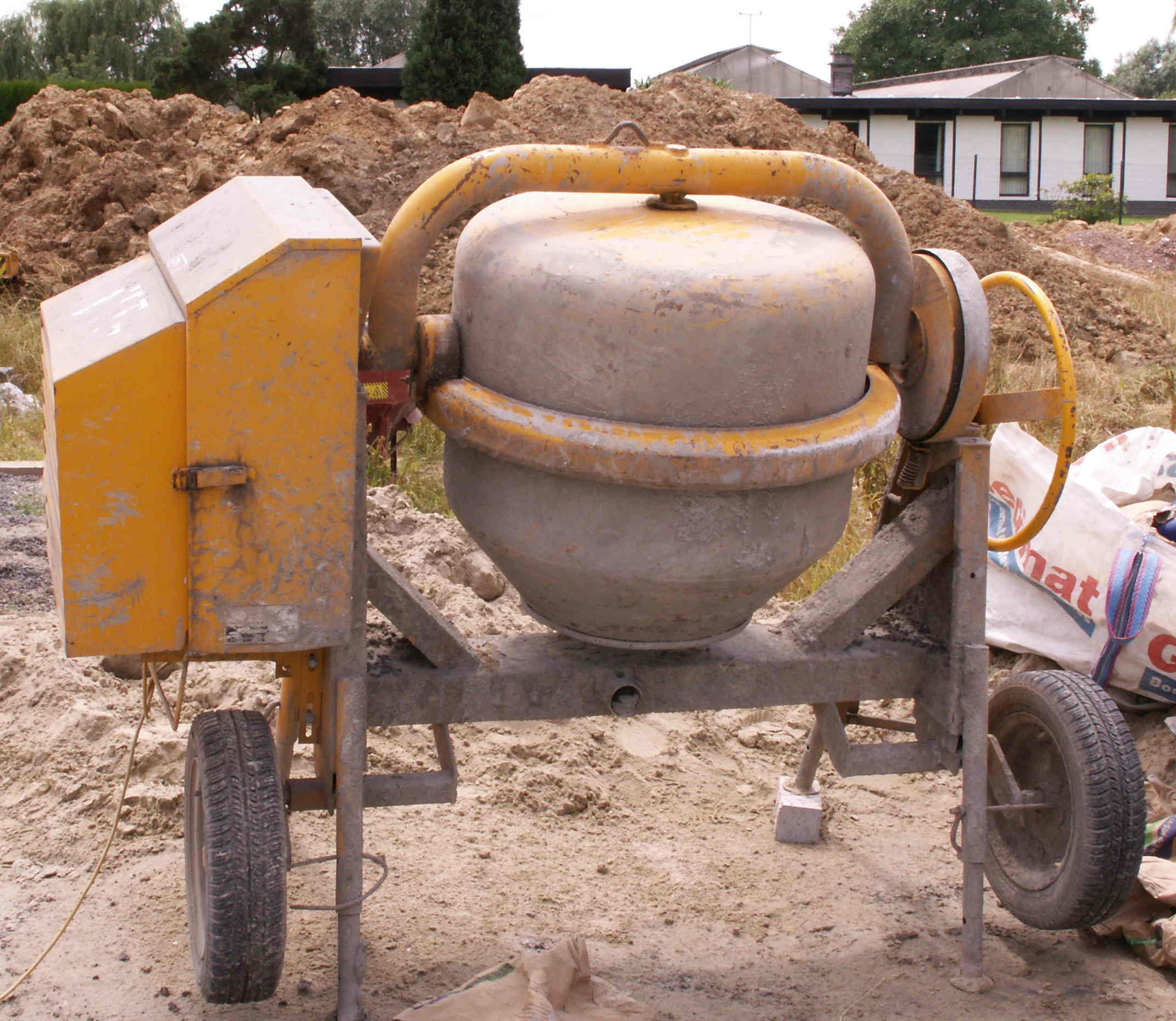
Гравитационный бетоносмеситель с электрическим приводом

Бетоносмеситель (бетономешалка, бетоньерка) — строительная машина, предназначенная для приготовления бетонных смесей.

## Классификация

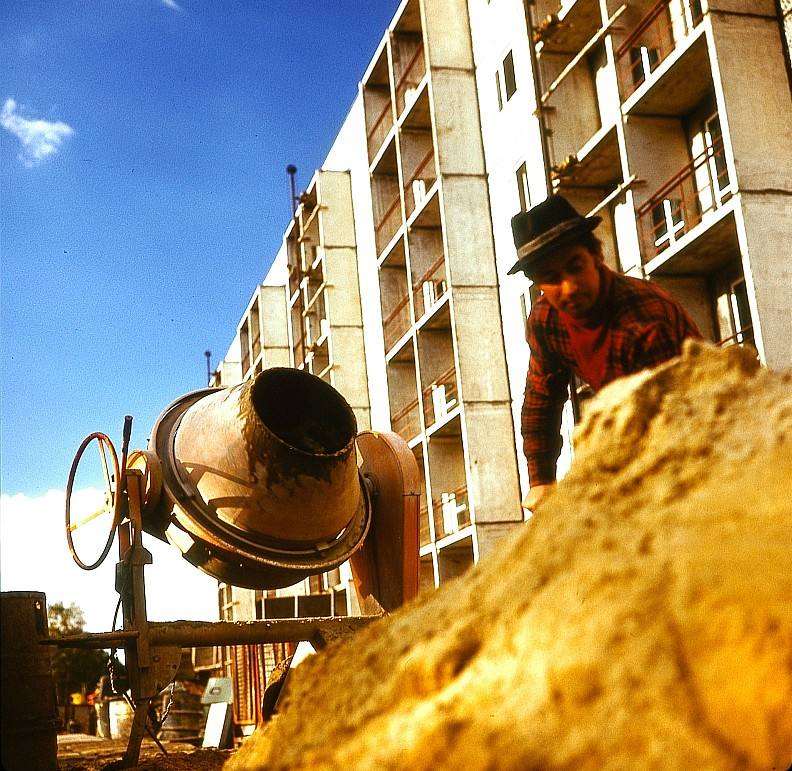
Бетоносмеситель на стройке многоквартирного дома

Бетоносмесители классифицируют следующим образом:
По принципу действия:
- гравитационные работает за счет принципа естественного обрушения смеси (под действием силы тяжести) в барабане. В таком барабане неподвижно закреплены лопатки, которые не позволяют компонентам скользить по стенкам при вращении, этим самым и обеспечивается перемешивание. Гравитационные бетоносмесители применяются, в основном, как небольшие передвижные бетономешалки. Их преимуществом является возможность перемешивания любых других сыпучих продуктов. Среди выпускаемых бетоносмесителей гравитационного типа смешивания наибольшим объемом обладают обычно автобетоносмесители, которые совмещают функцию транспортировки бетонной смеси и её одновременного смешивания. Бетоносмесители с самозагрузкой, всех без исключения производителей, комплектуются гравитационными смесителями;
- принудительного действия имеет неподвижный барабан и вращающиеся рабочие лопасти, при помощи которых и происходит перемешивание. Бетоносмеситель принудительного типа действия позволяет приготовлять бетонные смеси более однородные по составу и, следовательно, более высокого качества. Вследствие этого принудительные бетоносмесители применяются в основном в составе смесительных блоков, бетонных узлов, бетонозаводов. Виды рабочих органов принудительных бетоносмесителей: тарельчатые, планетарные, турбулентные, горизонтальные (с одним или двумя валами)[2];
- непрерывного действия;
- периодического действия.

В зависимости от размера заполнителя:
- бетоносмесители — размер фракции твердого наполнителя от 20 до 70 мм;
- растворосмесители — машины, работающие с компонентами фракций меньших размеров.

По возможности передвижения бетоносмесители:
- мобильные;
- стационарные (имеют большую производительность).

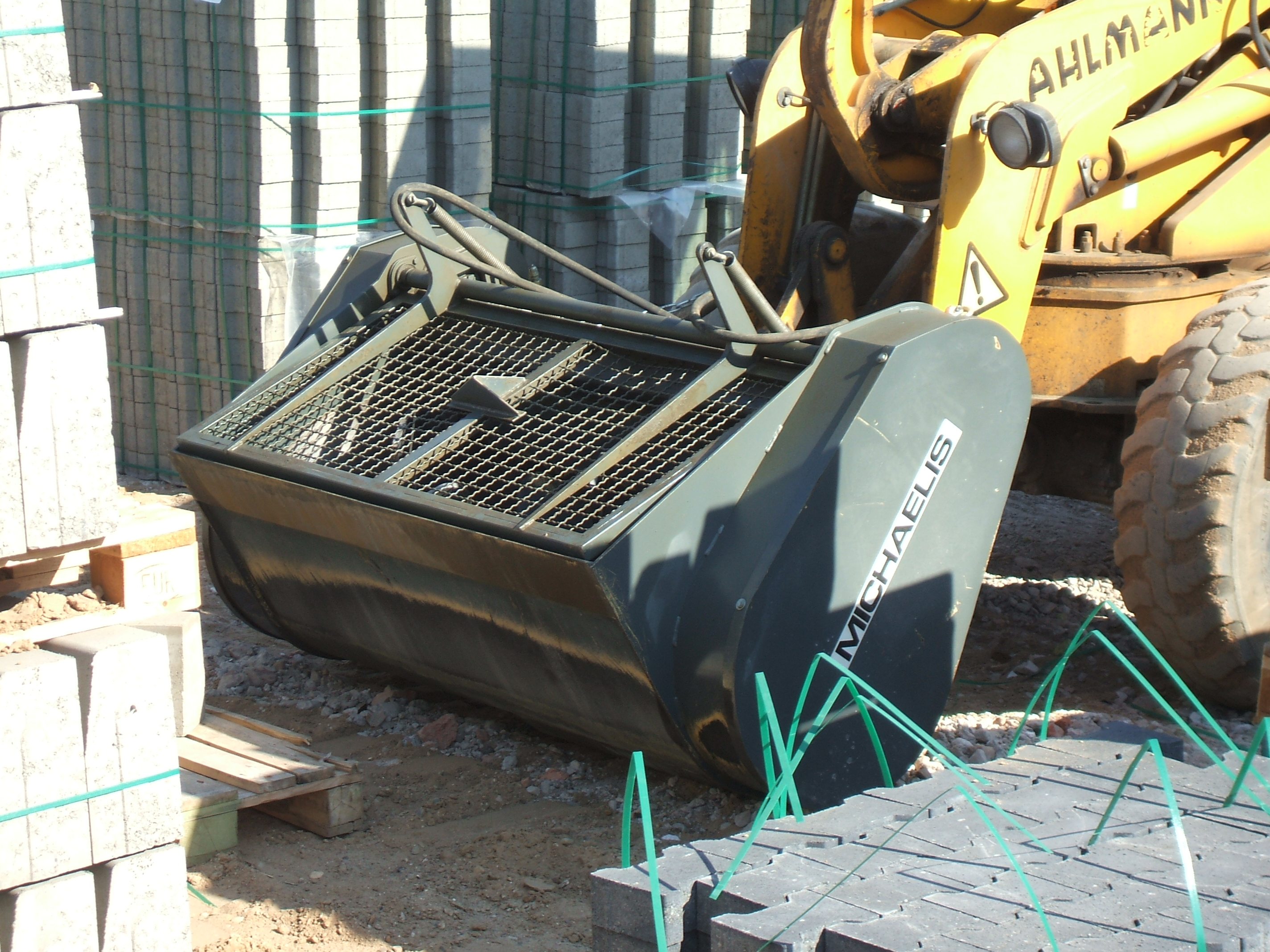
Ковшовый бетоносмеситель немецкой фирмы Michaelis Maschinenbau GmbH